# Zelotes helvoloides
Zelotes helvoloides este o specie de păianjeni din genul Zelotes, familia Gnaphosidae, descrisă de Levy, 1998.
Este endemică în Israel. Conform Catalogue of Life specia Zelotes helvoloides nu are subspecii cunoscute.